# Ucumariidae
Ucumariidae zijn een uitgestorven familie van tweekleppigen uit de superorde Anomalodesmata.